# Jonas Poher Rasmussen

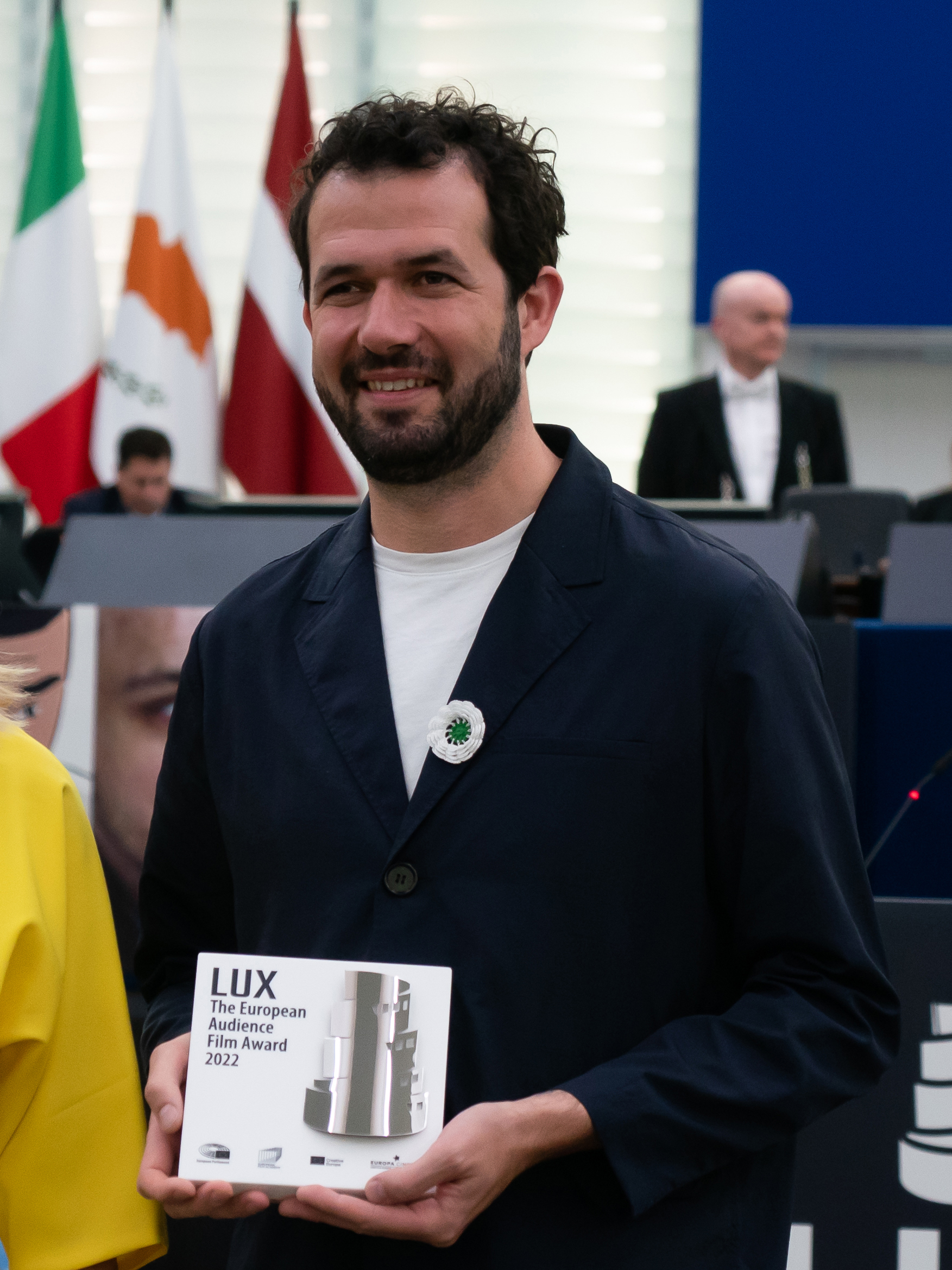
Jonas Poher Rasmussen, 2022

Jonas Poher Rasmussen (* 19. Mai 1981) ist ein dänisch-französischer Filmregisseur und Drehbuchautor. Seit Beginn der 2000er-Jahre hat er acht Kurzfilme und Dokumentationen inszeniert, die sowohl in seinem Heimatland als auch auf europäischen Filmfestivals preisgekrönt wurden. Sein bislang größter Erfolg war der animierte Dokumentarfilm Flee (2021).

## Leben
Jonas Poher Rasmussen entstammt einer jüdischen Familie. Anfang des 20. Jahrhunderts flohen seine Vorfahren aufgrund antisemitischer Ausschreitungen aus Russland nach Dänemark. Seine Großmutter wurde in Kopenhagen geboren, ihre Familie erhielt jedoch kein Asyl und musste nach Deutschland übersiedeln. In der Zeit des Nationalsozialismus lebte seine Großmutter als Schülerin in Berlin, ehe die Familie nach England flüchtete.
Sein Vater ist der Musiker Tom Nagel Rasmussen, seine Mutter die bildende Künstlerin Catherine Poher.
Rasmussen wuchs in der westseeländischen Kleinstadt Kalundborg auf. Er besuchte das nahe liegende Odsherreds Gymnasium in Asnæs, das gerade eine Fernseh- und Filmlinie gestartet hatte. Gegenwärtig lebt er in Kopenhagen.

## Karriere
Ab Anfang der 2000er-Jahre begann Rasmussen als Filmemacher zu arbeiten und es entstand der 28-minütige Dokumentar-Kurzfilm Easa 2002: A Journey to Vis (2003). Aufmerksamkeit erlangte er durch den 58-minütigen Dokumentarfilm Noget om Halfdan (2006), den er gemeinsam mit Carlo H. E. Agostoni inszenierte. Das im dänischen Fernsehen ausgestrahlte Werk porträtierte den Dichter Halfdan Rasmussen (1915–2002), seinen Großvater.
Im Jahr 2010 schloss Rasmussen ein Studium beim Kopenhagener Filmkollektiv Super16 ab. Während seines Studiums inszenierte er mehrere Kurzfilme, darunter den 20-minütigen Streifen Et hus af glas mit Anders Budde Christensen, Kitt Maiken Mortensen, Jens Andersen und Malou Reymann in den Hauptrollen.
Mit Searching for Bill (2012) begann sich Rasmussen als Dokumentarfilmer zu etablieren. In dem Werk macht sich Bob Maser quer durch die USA auf die Suche nach einem Ex-Häftling namens Bill, der ihm sein Auto und Geld gestohlen hat. Das Werk wurde auf mehreren internationalen Festivals gezeigt und gewann im Jahr seiner Veröffentlichung den Nordic Dox Award. Im Jahr 2013 folgte ein Preis auf dem israelischen Dokumentarfilmfestival DocAviv in Tel Aviv.
Im Jahr 2022 wurde er in die Academy of Motion Picture Arts and Sciences (AMPAS) berufen, die alljährlich die Oscars vergibt.

## Filmografie
- 2003: Easa 2002: A Journey to Vis (Dokumentar-Kurzfilm)
- 2006: Noget om Halfdan (Dokumentarfilm)
- 2008: Closed Doors (Kurzfilm)
- 2009: Dagen efter (Kurzfilm)
- 2010: Et hus af glas (Kurzfilm)
- 2012: Searching for Bill (Dokumentarfilm)
- 2015: Det han gjorde (Dokumentarfilm)
- 2021: Flee (Dokumentarfilm)

## Auszeichnungen (Auswahl)
- 2012: Nordic Dox Award (Searching for Bill)
- 2013: DocAviv Film Festival – Bester internationaler Film (Searching for Bill)
- 2016: Oslo/Fusion International Film Festival – Jurypreis (Det han gjorde)
- 2021: Festival d’Animation Annecy – Cristal (Bester Langfilm) und Gan Foundation Award for Distribution (Flee)
- 2021: Biografilm Festival – Bester internationaler Dokumentarfilm und Publikumspreis (Flee)
- 2021: British Independent Film Award – Bester internationaler Independentfilm (Flee)
- 2021: Europäischer Filmpreis – Bester Dokumentarfilm, Bester Animationsfilm und European University Film Award (Flee)
- 2021: Europäisches Filmfestival Sevilla – Ocaña-Preis (Flee)
- 2021: Fredrikstad Animation Festival – Bester Langfilm (Flee)
- 2021: Göteborg International Film Festival – Bester nordischer Dokumentarfilm (Flee)
- 2021: Gotham Award – Bester Dokumentarfilm (Flee)
- 2021: Montclair Film Festival – Bruce-Sinofsky-Preis und Publikumspreis (Flee)
- 2021: Newport Beach Film Festival – Publikumspreis (Flee)
- 2021: Filmpreis des Nordischen Rates (Flee)
- 2021: Nordisk Panorama – Publikumspreis (Flee)
- 2021: Nyon Visions du Réel – Publikumspreis (Flee)
- 2021: Oslo/Fusion International Film Festival – Jurypreis und Publikumspreis (Flee)
- 2021: Philadelphia Film Festival – Studierendenpublikumspreis (Flee)
- 2021: Sundance Film Festival – Preis der Jury – Bester ausländischer Dokumentarfilm (Flee)
- 2021: Nordisk-Film-Preis gemeinsam mit der Filmproduzentin Monica Hellström[7]